# Sinfonia n.º 3 (Mendelssohn)
A Sinfonia n.º 3 em lá menor, opus 56, conhecida como Sinfonia Escocesa ("Schottische") é uma obra do compositor alemão Felix Mendelssohn.
Começou a ser concebida em 1829, durante a primeira viagem de Mendelssohn à Grã-Bretanha, mas só a concluiu em 1842, não tendo sido publicada em partitura completa até ao ano seguinte.
A obra é dedicada à rainha Vitória I do Reino Unido, tendo sido estreada a 3 de Março de 1842, em Leipzig.

## Descrição
A peça foi escrita para uma orquestra composta por duas flautas, dois oboés, dois clarinetes em lá e si, dois fagotes, duas trompas em dó e em lá, outras duas em mi, fá e dó, duas trompetas em ré, tímpanos e instrumentos de cordas. Está estruturada em quatro movimentos:
1. Andante con moto - Allegro un poco agitato
2. Scherzo - Vivace non troppo
3. Adagio
4. Allegro vivacissimo - Allegro maestoso assai

Pese embora o seu título, é discutível que alguma das melodias desta obra derive do folclore escocês. Mendelssohn era inimigo das denominadas "músicas nacionais" e só no scherzo podem ser encontradas reminiscências dos ritmos típicos das canções escocesas.